# Drápkovci
Drápkovci (Onychophora) jsou kmen živočichů. Jedná se o velmi starobylou skupinu, která se v podstatě za posledních 500 milionů let nezměnila. Zatím bylo popsáno asi 200 druhů, ale předpokládá se, že celkový počet bude výrazně vyšší. Jde o článkovce s homonomní metamerií.

## Stavba těla
Jedinci mohou dorůstat až 20 cm délky. Jméno dostali podle dvojice drápků, které zakončují nečlánkované končetiny, nesoucí tělo nad podkladem. Stejnoměrně článkované tělo pokrývá kutikula s chloupky, kterou jednou za čas svlékají. Při každém svlékání přibývá počet článků i panožek. Na hlavě mají pár kroužkovaných tykadel a na jejich bázi jsou poměrně vyspělé oči s rohovkou i čočkou. První pár panožek (onychopodií) je přeměněn v kusadla, v ústech je navíc několik masitých pedipalp, vylučujících lepivý sekret. Vylučovací soustavu tvoří metanefridie. Nervová soustava: shodná jako u členovců, složena ze tří oddílů. Pár ventrálních nervových provazců se nachází v každém článku, nad řitním otvorem se spojují. Cévní soustava je otevřená, silně redukovaná díky vzdušnicovému typu dýchání. Přítomna jedna hřbetní céva s párem ostií na každém článku. Dýchací soustava: dýchají vzdušnicemi. Protože nemohou vzdušnice uzavírat (jak to například dělá hmyz), hrozí jim vyschnutí a musí se stále zdržovat ve vlhku. Na povrchu těla se nachází velké množství pórů se svazky tracheálních kapilár. Díky nim dochází k transportu kyslíku k jednotlivým buňkám.

## Životní cyklus
Jsou to gonochoristé s přímým vývojem. Některé druhy kladou vajíčka, jiné rodí živá mláďata, která jsou pohyblivá a nepigmentovaná. U amerických živorodých druhů dokonce nacházíme jednoduchou placentu vyživující zárodek a vývoj embrya může trvat i 15 měsíců. V okamžiku vylíhnutí, či narození jsou mláďata podobná dospělcům.

## Rozšíření, biologie

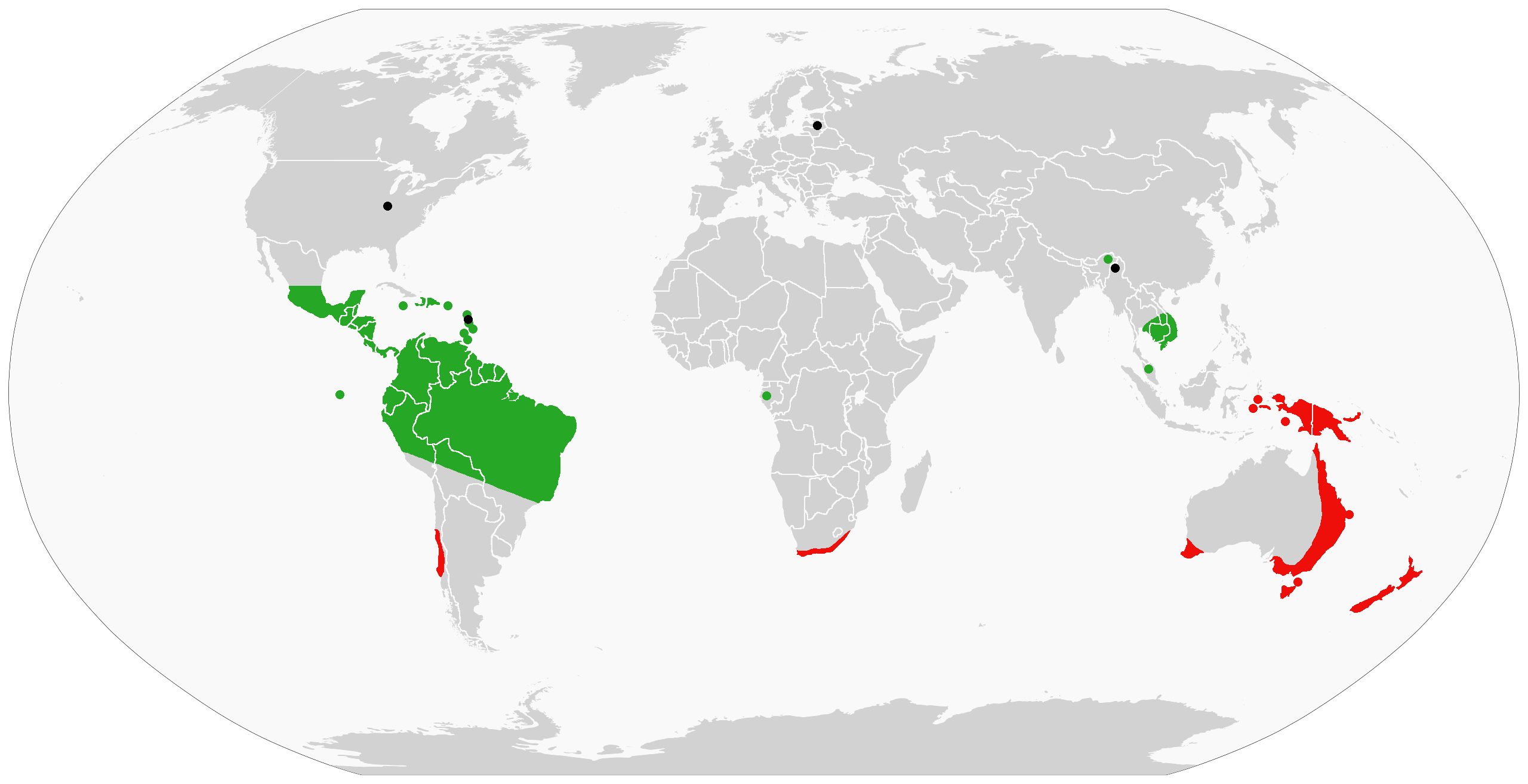
Rozšíření drápkovců

Žijí převážně na jižní polokouli ve vlhkých tropech. Je to jediný kmen živočichů, který je zcela suchozemský. Všichni drápkovci jsou masožraví. Z ústních žláz vystřikují lepkavou tekutinu, která na vzduchu tuhne. Užívají ji hlavně k lovu, k znehybnění kořisti, ale i pro obranu. Na jejich vlastním těle se tato vlákna rozpadají.
Převážně jde o noční dravce, kteří napadají různé členovce a další malé živočichy (například slimáky) až do velikosti útočníka. Kořist je paralyzována a poté do ní drápkovec napustí trávicí enzymy, které obsah těla rozpustí. Díky svalnatému hltanu je pak obsah těla vysáván (na principu pumpy).

## Taxonomie

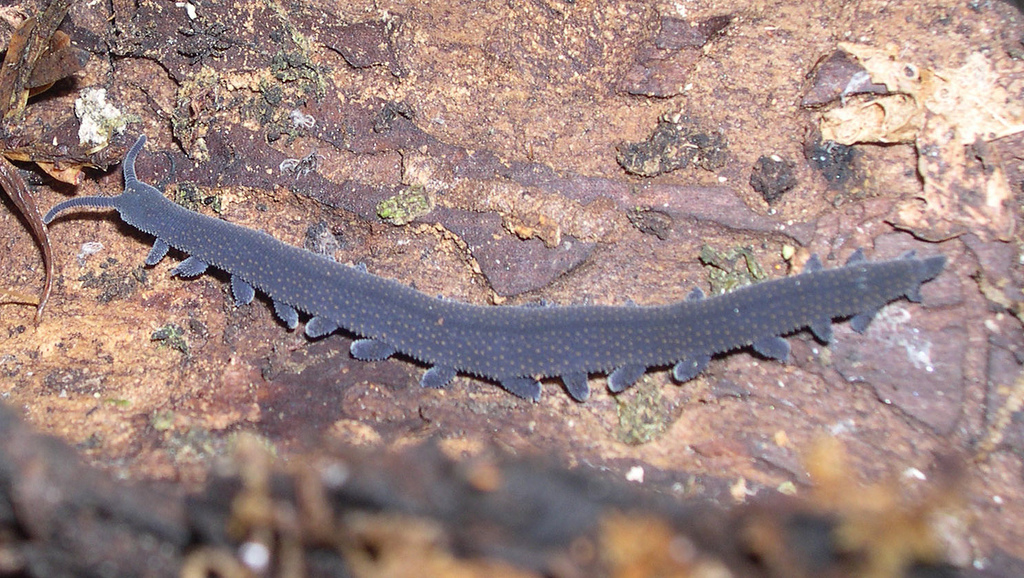
Drápkovec

Celý kmen obsahuje asi 200 druhů. Příkladem je drápkonoš kapský (Peripatopsis capensis), modře zbarvený, 5 cm velký a žijící v jižní Africe.
Aktuální klasifikace (2013):
(† označuje vyhynulé taxony; české názvy podle BioLib)
Kmen: Onychophora Grube, 1853 – drápkovci
- Čeleď: Peripatidae Evans, 1901 – drápkovcovití
- Čeleď: Peripatopsidae Bouvier, 1905 – drápkonošovití
- Čeleď: †Succinipatopsidae Poinar, 2000
- Čeleď: †Tertiapatidae Poinar, 2000
- Čeleď: †Helenodoridae Poinar, 2000